# Kripferturm

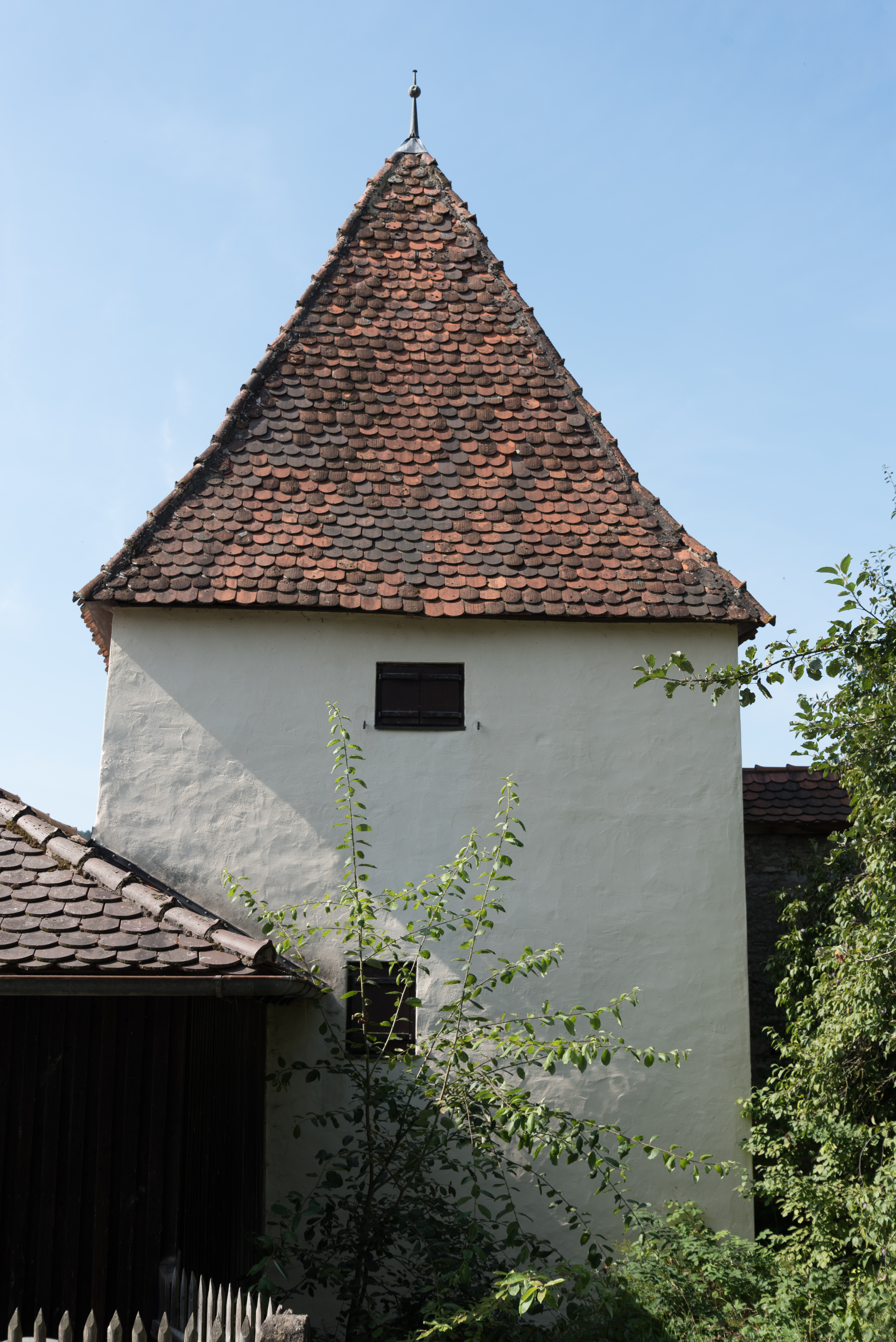
Außenansicht

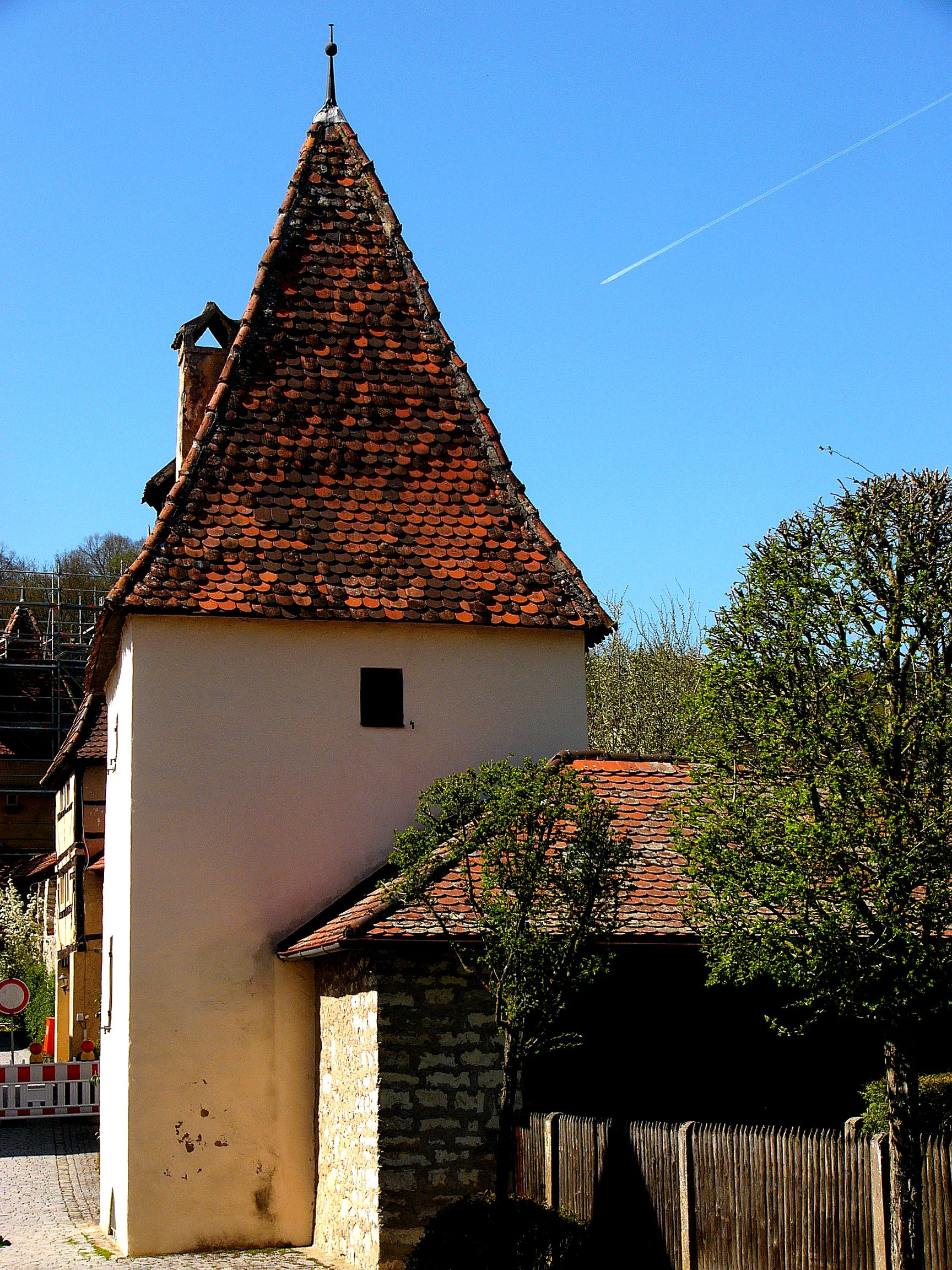
Seitenansicht

Der sogenannte Kripferturm ist ein Teil der mittelalterlichen Stadtbefestigung der Stadt Greding.
Es handelt sich um einen Befestigungsturm, der in der Gripsergasse liegt. An ihm endet ein intakter Abschnitt der Stadtmauer. Durch einen Schwingbogen im Fundament fließt der Agbach in die Gredinger Altstadt. Er ist zweigeschossig mit Spitzhelm.
Ein erster Turm wurde um 1400 errichtet. Am 24. Juni 1683 wurde dieser durch ein Unwetter zerstört. Er konnte dem Druck der Wassermassen nicht standhalten. Eine der Bewohnerinnen fand hierbei den Tod. Hierbei wurden 48 Häuser und 29 Stadel überschwemmt. Danach wurde er wiedererrichtet. Er soll ab 2023 saniert werden.